# Embuscade d'Indelimane (2017)
Pour les articles homonymes, voir Bataille d'Indelimane.
Guerre du Mali
Batailles
L'embuscade d'Indelimane du 24 novembre 2017 a lieu pendant la guerre du Mali.

## Déroulement
L'embuscade est tenue à Indelimane, dans la région de Ménaka. L'attaque est lancée peu avant l'aube, autour de 5 heures du matin. Elle débute par une pluie de roquettes et d'obus de mortiers qui s'abat sur les positions des casques bleus et de l'armée malienne. Juste après ces tirs, les djihadistes mènent une attaque frontale. Mais selon la MINUSMA, plusieurs assaillants sont tués et l'attaque est repoussée,. Les casques bleus se lancent ensuite à la poursuite des assaillants.

## Revendication
L'attaque est revendiquée le 25 novembre par le Groupe de soutien à l'islam et aux musulmans.

## Pertes
Trois casques bleus sont tués, 16 autres soldats et un employé civil sont blessés selon le communiqué de la MINUSMA. Un militaire malien est également tué et un autre blessé. Les casques bleus tués appartiennent au contingent nigérien. 
Par ailleurs, une autre embuscade est tendue le même jour à Douentza, un autre casque bleu y trouve la mort et trois autres sont blessés.
Dans son communiqué, le Groupe de soutien à l'islam et aux musulmans affirme également avoir tué cinq soldats et reconnait deux morts dans ses rangs,.